# 2785 Sedov
2785 Sedov è un asteroide della fascia principale. Scoperto nel 1978, presenta un'orbita caratterizzata da un semiasse maggiore pari a 2,8725547 UA e da un'eccentricità di 0,0409574, inclinata di 1,43842° rispetto all'eclittica.